# Mura di Tatti
Le mura di Tatti costituiscono il sistema murario difensivo dell'omonimo borgo castellano del territorio di Massa Marittima, comune italiano in provincia di Grosseto.

## Storia
Una primitiva cerchia muraria fu costruita a Tatti già nel corso del IX secolo, a difesa del nascente borgo controllato, all'epoca, dai vescovi di Lucca.
Durante i secoli successivi vi fu un'espansione dell'insediamento che, nel corso del Duecento venne notevolmente fortificato dagli Aldobrandeschi, con la ricostruzione delle mura e la realizzazione del complesso fortificato della Rocca aldobrandesca lungo il perimetro della nuova cerchia.
Durante il Trecento, dopo un temporaneo passaggio ai Pannocchieschi di Castel di Pietra, il borgo di Tatti entrò a far parte del territorio della Repubblica di Siena: la preesistente rocca venne ulteriormente fortificata e trasformata in cassero.
In epoca rinascimentale il sistema murario difensivo venne mantenuto pressoché intatto, essendo stati apportati soltanto alcuni interventi di restauro conservativo; solo durante i secoli successivi lungo alcuni tratti del perimetro murario vi finirono addossate le pareti esterne di edifici del centro storico.

## Descrizione
Le mura di Tatti si presentano in larga parte ben conservate, con i caratteristici elementi stilistici medievali.
Sia i tratti a vista che quelli addossati alle pareti esterne di edifici abitativi, presentano rivestimenti in pietra che caratterizzano anche l'area fortificata della Rocca aldobrandesca; in vari punti della cinta muraria è presente un basamento a scarpa che, presso le strutture fortificate, diviene più imponente.
L'accesso al borgo avviene attraverso una porta ad arco tondo di chiare origini medievali.